# DK Большого Пса
DK Большого Пса (лат. DK Canis Majoris) — одиночная переменная звезда в созвездии Большого Пса на расстоянии (вычисленном из значения параллакса) приблизительно 3582 световых лет (около 1098 парсеков) от Солнца. Видимая звёздная величина звезды — от более +16m до +14,5m.

## Характеристики
DK Большого Пса — красная пульсирующая полуправильная переменная S-звезда (SR) спектрального класса S:.